# Can Feliu Vell
Can Feliu Vell és una masia del municipi d'Anglès (la Selva) inclosa en l'Inventari del Patrimoni Arquitectònic de Catalunya. Es tracta d'una masia de dues plantes i golfes i d'estructura basilical i cornisa catalana.
Una masia que pels seus trets constitutius es podria enquadrar dins d'una primera tipologia o família de masies. Les masies que es corresponen amb aquesta primera tipologia comparteixen tota una sèrie de trets comuns, com ara el fet de tenir la coberta amb els vessants encarats cap a les façanes principals. Aquest tipus sol correspondre normalment a les masies de més antiguitat sorgides d'una evolució continuada a partir d'un primer cos de reduïdes dimensions. Aquest primer nucli construït als volts dels segles xiv i xv, podia tenir diverses plantes. Així la planta baixa, pràcticament sense cap obertura, era destinada a quadres pel bestiar. La planta primera, a què s'accedia per una escala exterior de pedra i una porta d'influència romànica, era formada per una sola estança on hi havia la llar de foc, l'aigüera... Moltes vegades hi havia una tercera planta, molt petita, que servia de dormitori, amb accés per mitjà d'una simple escala de mà. La prosperitat del camp en els segles xvi i xvii donà lloc a les successives reformes i ampliacions que convertiren a aquells primers edificis minúsculs en les vastes masies que avui tenim. El resultat ha estat, en molts casos, la d'una arquitectura complexa i de difícil generalització tipològica.
Pel que fa a la façana principal, la planta baixa consta de dues obertures de les quals destaca en especial el portal d'accés d'arc de mig punt que té com a matèria primera el rajol.
En el primer pis o planta noble, hi ha dues obertures de les quals destaca en especial la central, la qual es caracteritza per ser rectangular, amb llinda monolítica conformant un arc pla, muntants de pedra i la llinda alberga una inscripció al centre: " + IHS".
Pel que fa a la segona planta, que desenvolupa les tasques de golfes, es projecta en la façana en format de finestra doble o geminada d'arc de mig punt de rajol.
Adossat transversalment a la façana tenim un cos longitudinal de dues plantes i de vessant a façana. En la planta baixa tenim un portal adovellat d'arc de mig punt de pedra amb unes dovelles de mida mitjana, però, això sí, ben escairades. En el primer pis hi ha una altra obertura d'arc de mig punt però en aquest cas de rajol. Aquesta edificació, construïda aproximadament cap al 1968, va significar una ampliació important de la masia.
El cos longitudinal, adossat a la façana, va experimentar entorn del 1968 unes obres d'ampliació.